# Andreas Geritzer
Andreas Geritzer (ur. 11 grudnia 1977) – austriacki żeglarz sportowy. Srebrny medalista olimpijski z Aten.
Srebro wywalczył w klasie Laser, za Brazylijczykiem Robertem Scheidtem. Były to jego drugie igrzyska, debiutował w 2000 w Sydney (5. miejsce). Startował również w igrzyskach w 2008 i 2012. W karierze był również medalistą imprez rangi światowej i kontynentalnej.